# Bente Kraus
Bente Kraus (21 februari 1989) is een voormalig Duits langebaanschaatsster. Ze was gespecialiseerd in de lange afstanden, de 3000 en 5000 meter.

## Carrière
Kraus deed in 2006 en 2007 mee aan de WK junioren, maar boekte daar geen opzienbarende prestaties.
Kraus deed in 2011 (18e) en in 2012 (20e) mee aan het EK allround en haar WK-debuut volgde op de WK afstanden waar ze 13e werd op de 5000 meter. Haar doorbraak volgde in het seizoen 2012/2013 waarin ze achtste werd in de wereldbekerstand van de massastart en op de WK afstanden 8e werd op de 3000 meter, 7e werd op de 
5000 meter en samen met Monique Angermüller en Claudia Pechstein bijna brons won op de ploegenachtervolging (4e). Met hen ging ze in het team Mission Sochi 2014 samenwerken richting het Olympische seizoen.
Met ingang van seizoen 2016/2017 staat ze onder begeleiding van coach Jan van Veen. Onder zijn supervisie behaalde ze op 29 oktober 2016 in Inzell de nationale titel op de 3000 meter in 4.07,06.

## Persoonlijke records
| Afstand    | Tijd    | Datum            | Baan           |
| ---------- | ------- | ---------------- | -------------- |
| 500 meter  | 40,50   | 4 maart 2017     | Hamar          |
| 1000 meter | 1.19,17 | 2 november 2013  | Calgary        |
| 1500 meter | 1.59,35 | 12 februari 2017 | Gangneung      |
| 3000 meter | 4.03,67 | 15 november 2013 | Salt Lake City |
| 5000 meter | 7.00,62 | 11 februari 2017 | Gangneung      |

## Resultaten
| Jaar | NK Afstanden                   | NK Allround | EK Allround          | WK Allround             | WK Afstanden                                | Olympische Spelen     | Wereldbeker                        | WK Junioren                            |
| ---- | ------------------------------ | ----------- | -------------------- | ----------------------- | ------------------------------------------- | --------------------- | ---------------------------------- | -------------------------------------- |
| 2006 |                                |             |                      |                         |                                             |                       |                                    | 5e Achtervolging                       |
| 2007 |                                |             |                      |                         |                                             |                       |                                    | 19e (29e, 17e, 20e, 15e)               |
| 2008 | 8e 1500 m 6e 3000 m            |             |                      |                         |                                             |                       |                                    | NC29 · (26e, 27e, 25e) · achtervolging |
| 2009 | 9e 3000 m · 5000 m             |             |                      |                         |                                             |                       |                                    |                                        |
| 2010 | 6e 3000 m                      |             |                      |                         |                                             |                       |                                    |                                        |
| 2011 | 5e 1500 m · 4e 3000 m · 5000 m |             | NC18 (21e, 15e, 18e) |                         |                                             |                       | 36e 3/5 km                         |                                        |
| 2012 | 8e 1500 m · 3000 m · 5000 m    |             | NC20 (19e, 13e, 21e) |                         | 13e 5000 m                                  |                       | 41e 1500 m 24e 3/5 km              |                                        |
| 2013 | 4e 3000 m                      | · ( , , *)  |                      |                         | 8e 3000 m 7e 5000 m 4e achtervolging        |                       | 0p 1500 m 24e 3/5 km 8e mass start |                                        |
| 2014 |                                |             |                      |                         |                                             | 11e 3000 m 11e 5000 m | 17e 3/5 km                         |                                        |
| 2015 |                                |             |                      |                         | 6e 3000m 7e achtervolging 6e massastart     |                       | 42e 1500m 10e 3k/5k 11e massastart |                                        |
| 2016 |                                |             |                      |                         | 9e 3000m 7e 5000m 16e massastart            |                       | 0p 1500m 18e 3k/5k 28e massastart  |                                        |
| 2017 |                                |             |                      | NC15 (16e, 10e, 16e, -) | 17e 1500m 12e 3000m 8e 5000m 16e massastart |                       | 40e 1500m 7e 3k/5k 20e massastart  |                                        |

NC# = niet gekwalificeerd voor de laatste afstand; als # geklasseerd in de eindrangschikking
*Het Duits kampioenschapschap allround van 2013 werd afgesloten met een 5000 m Mass Start.

### Medaillespiegel
| Kampioenschap          | Goud | Zilver | Brons |
| ---------------------- | ---- | ------ | ----- |
| NK Afstanden           | 0    | 1      | 3     |
| NK Allround Klassement | 0    | 1      | 0     |
| NK Allround Afstanden  | 1    | 3      | 1     |
| WK Junioren            | 0    | 1      | 0     |